# Sur (Oman)
Sur (arabisch: صور) is de hoofdstad van de Omaanse regio Asj Sjarqiyah South, in het noordoosten van Oman. Sur ligt aan de Golf van Oman en de Khor al-Batha lagune.
In de 6e eeuw was Sur een gevestigd centrum voor de handel met Oost-Afrika. In de 16e eeuw kwam het in Portugese handen, maar de stad werd bevrijd door de Omaanse imam Nasir ibn Murshid. Hierdoor bloeide de stad een aantal eeuwen lang, totdat de Britten de slavenhandel afschaften in de 19e eeuw. De introductie van stoomschepen maakte de bouw van dhows minder interessant en als gevolg van de opening van het Suezkanaal liep de handel met India achteruit. Het ging economisch slecht met Sur en in 1865 werd de stad verwoest door Saoedi's. De stad werd opnieuw opgebouwd, maar de overzeese handel kwam niet terug.

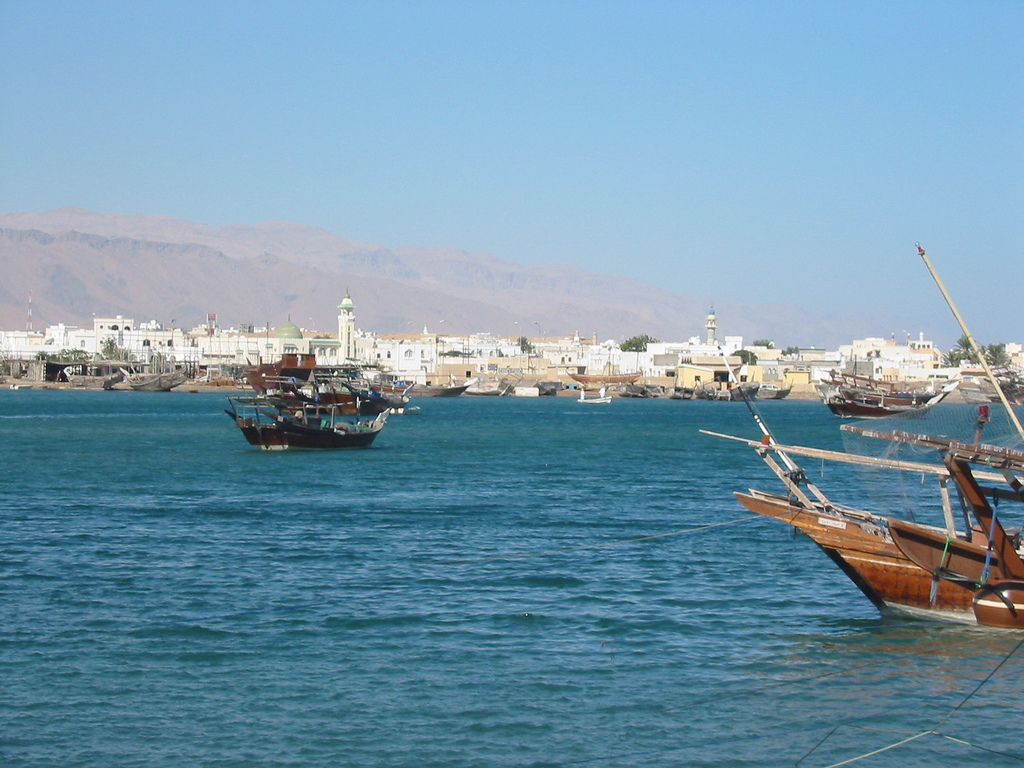
Gezicht op de stad vanuit zee

Tegenwoordig geniet de stad vooral bekendheid op het gebied van het bouwen van dhows. De vraag naar deze traditionele boten daalt gestaag en vele werven zijn gesloten. Slecht een paar werven zijn nog in bedrijf langs de westelijke oever van de lagune.
Rond de stad liggen twee forten. Het Sunaysilah fort ligt op een plateau bij de stad en is gerestaureerd. Langs de weg naar Al-Kamil ligt het Bilad Sur fort. Dit 18e-eeuwse fort beschermde de stad tegen invallen uit het binnenland.
Op ongeveer 60 kilometer ten westen van de stad wordt een nieuw regionaal vliegveld gebouwd. De naam wordt Ras Al Hadd Airport. Er wordt één start- en landingsbaan aangelegd van 4.000 meter lang en 60 meter breed. Met de bouw is in 2011 gestart; er is niet bekend wanneer het vliegveld in gebruik kan worden genomen. De luchthaven zou een capaciteit moeten krijgen van 500.000 passagiers op jaarbasis.

## Geboren
- Ahmed Mubarak Al-Mahaijri (23 februari 1985), voetballer, recordinternational van het Omaanse voetbalelftal